# أرجل مارادونا (فلم)
أرجل مارادونا (فيلم) هو فيلم روائي قصير أُنتج عام 2019. من أعمال المخرج فراس خوري، والمنتج مروان الهشكل، وموسيقى فرج سليمان. مدة الفليم 23 دقيقة، وتعود أحداثة إلى كأس العالم عام 1990، ويبرز فيه الارتباط الوثيق بالواقع الفلسطيني. عُرض في مهرجانات عديدة منها مهرجان بالم سبرينغز السينمائي الدولي، عام 2019، في الولايات المتحدة الأمريكية.

## قصة الفيلم
تدور أحداث الفيلم حول طفلين فلسطينيين من مشجعي المنتخب البرازيلي لكرة القدم، وهم في رحلة للبحث عن أرجل مارادونا، وهي أخر ملصق لأكمال ملصقات ألبوم لاعبي منتخبات كأس العالم والحصول على أتاري مجاني. والفيلم يسلط الضوء على أهمية وجود فريق كرة قدم وطني، وأهمية البقاء بجانب فريقك وتشجعيه حتى إن لم يَفز. وقصد المخرج في أرجل ماردونا نوع من السياسة المخفية، مع التركيز على الشغف في تشجيع الفريق البرازيلي نظراً لعدم وجود فريق وطني، ومن ناحية أخرى يمكن تفسير هذا الشغف بأنه شغف للثورة، والتحرر، والحياة.

## الجوائز
حصل الفيلم على عدد من الجوائز كجائزة لجنة التحكيم في مهرجان الاسماعيلية عام 2021. جائزة أفضل فيلم قصير للقسم 8+، في مهرجان لوكاس الدولي لمحبي أفلام الشباب، عام 2019. جائزة أفضل فيلم قصير في أيام السينما الفلسطينية، عام 2019. جائزة أفضل فيلم قصير في مهرجان أجيال السينمائي، قطر، عام 2019.